# 布他米酯
布他米酯（英語： 或 brospamin，商品名有Acodeen、Codesin、Pertix等）是一种含氮有机化合物，分子式C18H29NO3，可作为止咳藥。